# Chiesa del Rosario (Lizzano)
La chiesa del Rosario, sita nella parte antica di Lizzano, fu edificata nel 1562 in stile rinascimentale, con rosone e monocuspide, con coronamento a dentelli nella facciata. A cavallo del 2012 e 2013, sono stati effettuati lavori di ristrutturazione della facciata, riportata allo stato originario, con colorazione bianca intervallata da splendidi tufi a faccia vista. Durante i lavori sono state riscoperte antiche decorazioni del portale che sono state ripristinate.

## Descrizione
La facciata, slanciata, presenta una sola entrata, due lesene agli angoli ed un rosone circolare, al di sopra del quale si vede lo stemma gentilizio della famiglia De Raho, feudataria di Lizzano, che fece edificare la chiesetta. Sul lato sinistro si notano gli archi di appoggio del Castello normanno, costruiti in seguito al terremoto di Nardò del 1743. Sul lato destro si nota il campanile (senza campana), alto circa 250 cm. L'edificio si sviluppa su un'unica navata orientata nel senso est-ovest con altare principale a ponente, addossato all'abside semicircolare, la cui volta è dipinta di celeste. Oltre all'altare di pietra e di legno, l'abside presenta cinque nicchie vuote. Entrando sulla destra, vi è un affresco della Madonna con il bambino, in parte velati da uno strato di intonaco, fatto in epoca successiva con fregi sovrapposti, per cui l'affresco si intravede. 
Sul pilastro a fianco, sotto un piccolo strato di intonaco, dipinto come se fossero delle venature marmoree, si intravede la figura di un Santo con mitra, nell'atto di benedire (probabilmente si tratta di san Nicola, titolare della parrocchia matrice). La copertura a botte dell'unica navata è quasi completamente affrescata e decorata; ai lati vi sono tre arcate, in quelle centrali vi è una nicchia di legno (una per lato), che un tempo accoglieva statue o pitture sacre. La varietà dei colori e dei motivi usati per le decorazioni ne facevano un tempo un piccolo gioiello di gusto, anche per la sobrietà che gli autori seppero mantenere. In corrispondenza della terza campata di destra una porta immette in un vano adibito a sagrestia. La chiesetta è illuminata, oltre che dal rosone posto sulla facciata anche da una piccola finestra posta sull'abside; le piccole decorazioni a dentelli ed a conchiglia testimoniano l'unità di stile che si volle dare al momento della costruzione. Attualmente la chiesetta del S. Rosario è sede dell'omonima confraternita. Ospita le celebrazioni eucaristiche del giorno della solennità della Madonna del Rosario, il 7 ottobre. Dalla chiesa prende il via l'uscita dei perdoni (confratelli incappucciati e scalzi) e della processione dei Misteri, le cui statue sono ivi conservate.

## Galleria d'immagini

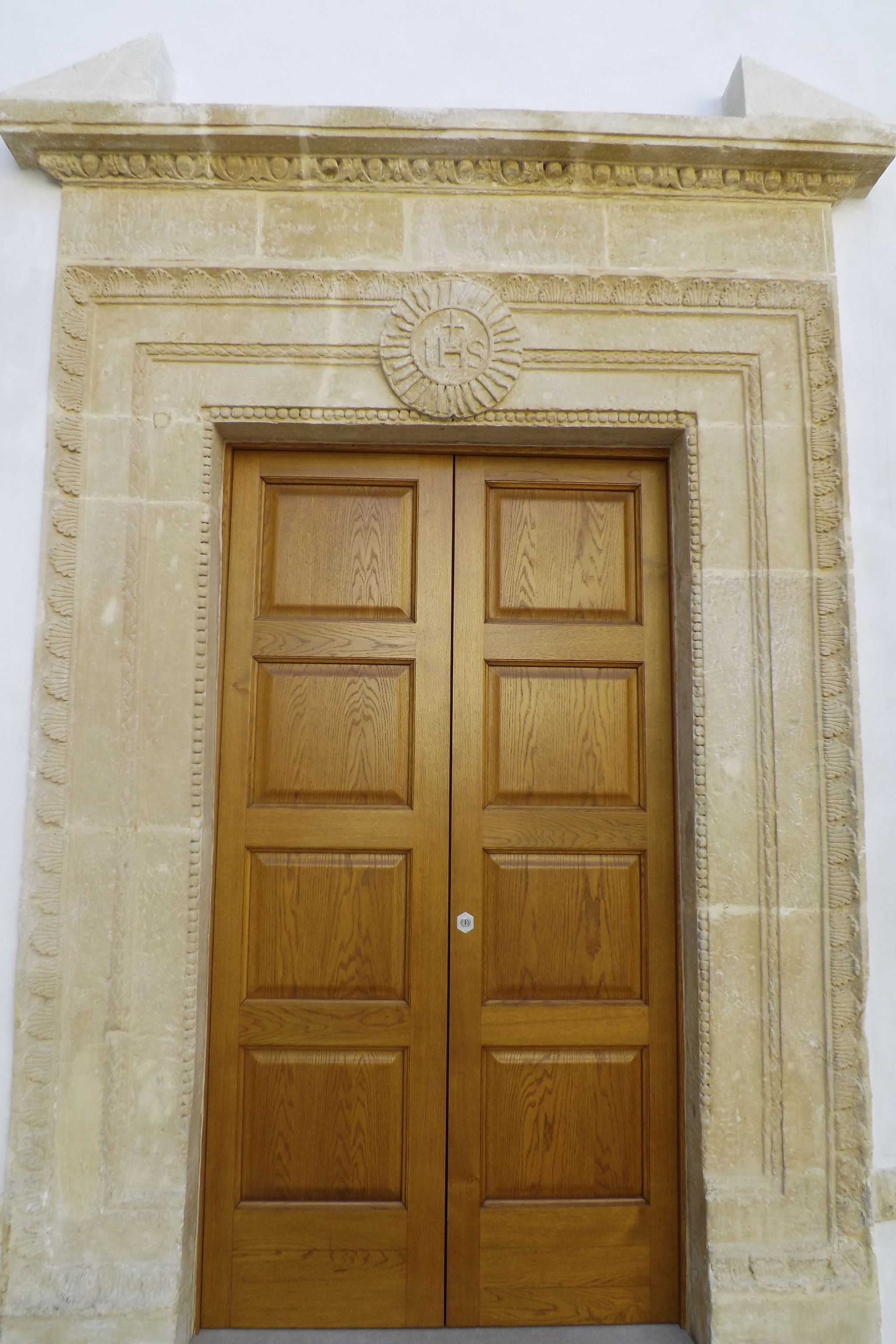
Particolare del portale d'accesso alla chiesa.
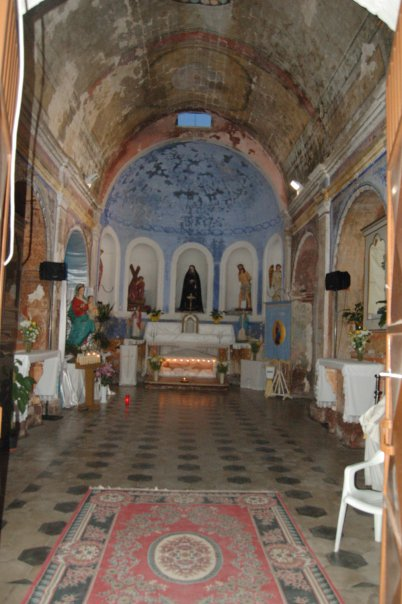
Interno della chiesa, Lizzano